# Konec, Novo mesto
Konec je naselje v Občini Novo mesto.